# Distrikt San Miguel de Aco
Der Distrikt San Miguel de Aco liegt in der Provinz Carhuaz in der Region Ancash in West-Peru. Der Distrikt wurde am 7. Dezember 1953 gegründet. Er besitzt eine Fläche von 123 km². Beim Zensus 2017 wurden 2483 Einwohner gezählt. Im Jahr 1993 lag die Einwohnerzahl bei 2280, im Jahr 2007 bei 2552. Die Distriktverwaltung befindet sich in der 2925 m hoch gelegenen Ortschaft San Miguel de Aco (oder kurz: Aco) mit 406 Einwohnern (Stand 2017). San Miguel de Aco liegt 13 km südöstlich der Provinzhauptstadt Carhuaz.

## Geographische Lage
Der Distrikt San Miguel de Aco liegt an der Westflanke der Cordillera Blanca im äußersten Südosten der Provinz Carhuaz. Im äußersten Osten verläuft der Hauptkamm der Cordillera Blanca mit den Gipfeln Nevado Rurichinchay und den Nevados Minoyo. Im äußersten Osten liegt der Gletscherrandsee Laguna Minoyo.
Der Distrikt San Miguel de Aco grenzt im Westen an den Distrikt Pariahuanca, im Norden an den Distrikt Marcará, im Osten an den Distrikt Huari (Provinz Huari), im Südosten an den Distrikt Independencia (Provinz Huaraz) sowie im Süden an den Distrikt Tarica (ebenfalls in der Provinz Huaraz).